# Havelterberg
Havelterberg est un village néerlandais de la commune de Westerveld, situé dans la province de Drenthe. Une partie du village est également située dans la commune de Meppel, où il est considéré comme un hameau. Le 1er janvier 2020, la population s'élevait à 195 habitants.

## Géographie
Le village est situé à l'extrémité sud-ouest de la province de Drenthe, en limite avec l'Overijssel, à 4 km à l'est de Steenwijk.

## Histoire
De 1961 à 1992, le village abrita un dépôt d'armes nucléaires tactiques américaines dans le cadre de l'OTAN.
Il faisait partie de la commune d'Havelte avant 1998, date à laquelle il a été rattaché pour une part à Meppel et pour une autre part à Westerveld.